# Естер Мяґі
Естер Мяґі (ест. Ester Mägi; *10 січня 1922, Таллінн — 14 травня 2021) — естонська композиторка, широка відома як «Перша Леді естонської музики». Народна артистка Естонської РСР (1984).